# 1134 Brygada Grenadierów
1134 Brygada Grenadierów, niem. Grenadier-Brigade 1134 – jedna z niemieckich brygad grenadierów. 
Utworzona w lipcu 1944 roku, walczyła na froncie wschodnim w rejonie Rzeszowa, w składzie LIX Korpusu Armijnego 17 Armii (Grupa Armii Północna Ukraina). We wrześniu 1944 uszczuplona na korzyść 359 Dywizji Piechoty, w połowie tegoż miesiąca rozwiązana.